# Campionati europei di atletica leggera indoor 2015 - Salto triplo femminile
Il salto triplo femminile ai campionati europei di atletica leggera indoor 2015 si è svolto il 7 e l'8 marzo.

## Risultati

### Qualificazione
Qualification: Qualification Performance 14.15 (Q) or at least 8 best performers (q) qualified for the final.
| Pos | Atleta                  | Nazione     | #1    | #2    | #3    | Ris.  | Note  |
| --- | ----------------------- | ----------- | ----- | ----- | ----- | ----- | ----- |
| 1   | Hanna Knyazyeva-Minenko | Israele     | 14.40 |       |       | 14.40 | Q, NR |
| 2   | Patrícia Mamona         | Portogallo  | 14.05 | x     | 14.26 | 14.26 | Q, SB |
| 3   | Natallia Viatkina       | Bielorussia | 13.96 | 13.80 | 14.21 | 14.21 | Q, PB |
| 4   | Gabriela Petrova        | Bulgaria    | 14.21 |       |       | 14.21 | Q     |
| 5   | Kristin Gierisch        | Germania    | 14.20 |       |       | 14.20 | Q     |
| 5   | Yekaterina Koneva       | Russia      | 14.20 |       |       | 14.20 | Q     |
| 7   | Kristiina Mäkelä        | Finlandia   | x     | 14.04 | 13.86 | 14.04 | q     |
| 8   | Cristina Bujin          | Romania     | 14.02 | 13.65 | 13.99 | 14.02 | q     |
| 9   | Cristina Sandu          | Romania     | 13.48 | 12.34 | 13.97 | 13.97 | PB    |
| 10  | Dana Velďáková          | Slovacchia  | 13.54 | 13.89 | 13.54 | 13.89 | SB    |
| 11  | Katja Demut             | Germania    | 13.81 | 13.71 | 11.90 | 13.81 |       |
| 12  | Ruth Ndoumbe            | Spagna      | x     | 13.80 | x     | 13.80 |       |
| 13  | Lucie Májková           | Rep. Ceca   | 13.79 | 13.78 | 13.50 | 13.79 | PB    |
| 14  | Susana Costa            | Portogallo  | x     | 13.78 | x     | 13.78 | SB    |
| 15  | Jeanine Assani Issouf   | Francia     | 12.86 | 13.28 | 13.71 | 13.71 |       |
| 16  | Dovilė Dzindzaletaitė   | Lituania    | 13.67 | x     | 13.38 | 13.67 |       |
| 17  | Elena Andreea Panturoiu | Romania     | x     | 13.59 | 13.34 | 13.59 |       |
| 18  | Patricia Sarrapio       | Spagna      | 13.02 | 13.42 | 13.47 | 13.47 |       |
| 19  | Saša Babšek             | Slovenia    | x     | 13.41 | 13.46 | 13.46 |       |
| 20  | Tetyana Ptashkina       | Ucraina     | 11.39 | 13.41 | 13.28 | 13.41 |       |
| 21  | Dariya Derkach          | Italia      | 13.10 | 12.17 | 13.40 | 13.40 |       |
| 22  | Claudia Guri            | Andorra     | x     | 12.06 | 11.94 | 12.06 |       |
|     | Andriana Bânova         | Bulgaria    |       |       |       | DNS   |       |

### Finale
| Pos | Atleta                  | Nationality | #1    | #2    | #3    | #4    | #5    | #6    | Ris   | Note |
| --- | ----------------------- | ----------- | ----- | ----- | ----- | ----- | ----- | ----- | ----- | ---- |
| 1   | Yekaterina Koneva       | Russia      | 14.42 | 14.28 | 14.69 | 14.40 | –     | 14.32 | 14.69 | WL   |
| 2   | Gabriela Petrova        | Bulgaria    | 14.21 | x     | x     | 14.33 | 14.37 | 14.52 | 14.52 |      |
| 3   | Hanna Knyazyeva-Minenko | Israele     | 14.49 | 14.48 | 14.46 | 14.20 | 14.18 | 13.93 | 14.49 | NR   |
| 4   | Kristin Gierisch        | Germania    | x     | 14.06 | 14.26 | 14.32 | 14.17 | 14.46 | 14.46 | PB   |
| 5   | Patrícia Mamona         | Portogallo  | x     | 14.10 | 14.12 | 14.32 | x     | 14.30 | 14.32 | SB   |
| 6   | Cristina Bujin          | Romania     | 13.74 | x     | 13.91 | x     | 13.69 | x     | 13.91 |      |
| 7   | Natallia Viatkina       | Bielorussia | 13.69 | –     | x     | r     | –     | –     | 13.69 |      |
| 8   | Kristiina Mäkelä        | Finlandia   | x     | x     | 13.40 | 13.66 | x     | x     | 13.66 |      |